# برج البارود
برج البارود هو برج مراقبة مدمر يقع جنوب مصب واد القصب بالقرب من الصويرة في المغرب.

## تاريخ
يقع برج البارود على شاطئ رملي عريض قرب المعالم الفينيقية في الطرف الجنوبي الشرقي من جزر موغادور. ومن المحتمل أن يكون هذا الشاطئ هو المشار إليه في تقرير هيرودوت عن تجارة الفينيقيين مع السكان المحليين في هذا الجزء من غرب المغرب. وتقع قرية الديابات على بعد كيلومتر واحد من الداخل.
تم بناء القلعة من قبل محمد بن عبد الله في القرن الثامن عشر ولكن يشار إليها من قبل المرشدين المحليين بالخطأ باسم القلعة البرتغالية المعروفة باسم كاستيلو ريال والتي شيدها البرتغاليون عام 1506 في ميناء مدينة الصويرة.